# Nicocles engelhardti
Nicocles engelhardti är en tvåvingeart som beskrevs av Wilcox 1946. Nicocles engelhardti ingår i släktet Nicocles och familjen rovflugor. Inga underarter finns listade i Catalogue of Life.